# Erlau (Sachsen)
Die Gemeinde Erlau ist ein Verbund von Waldhufendörfern im Landkreis Mittelsachsen.

## Lage
Erlau erstreckt sich zwischen den Städten Mittweida, Rochlitz, Geringswalde und Waldheim. Das Dorf liegt im Mittelsächsischen Hügelland (Sächsisches Burgen- und Heideland) nahe der Burg und der Talsperre Kriebstein.

### Ortsteile
- Beerwalde (Waldhufendorf, 1182: de silva quam Bero in possessione sua habuit)
  - Neudörfchen (Häuslerreihe in Flur Beerwalde, 1800: Neudörfel)
  - Storlwald (Häuslerabbau in Flur Beerwalde, 1791: Storlwald)
- Crossen (1290: Gerhardus dictus de Krosna)
  - Obercrossen (Waldhufendorf)
  - Niedercrossen (Waldhufendorf mit Gutsblöcken)
- Erlau (Waldhufendorf, 1290: Erllowe)
- Naundorf (Straßenangerdorf, 1350: Nuendorf)
  - Gepülzig (Gutssiedlung mit Häuslerzeile, 1350: Heinricus et Cunradus de Gebülczk)
- Neugepülzig (Häuslerzeile in Flur Gepülzig, 1799: Schenckhäuser)
- Milkau
  - Großmilkau (Platzdorf, 1233: Cesarius de Milcowe)
  - Kleinmilkau (Gutssiedlung, 1378: Kleyn-Milgkaw)
  - Neumilkau (Häusergruppe in der Flur Kleinmilkau, 1791: Neu Milckau)
  - Schönfeld (durchbrochenes Sackgassendorf, 1350: Schonenvelt)
- Sachsendorf (Platzdorf, 1325: Sachsindorf)
  - Obstmühle (Wohnplatz in der Flur Sachsendorf, 1524: Steinmühle)
- Theesdorf (Platzdorf, 1292: Dyestorff)
- Schweikershain (Waldhufendorf, 1428: Swykirschayn)

### Nachbargemeinden
Angrenzende Gemeinden sind die Stadt Geringswalde, Kriebstein, die Stadt Mittweida, Seelitz sowie Waldheim.

## Geschichte
Erlau wurde 1290 als Erllowe erstmals urkundlich erwähnt. Im Jahr 1329 schrieb man in einer Urkunde tzu der Erlawe.
Damit bezeichnete man eine Siedlung in einer mit Erlen bestandenen Aue.
1290 übertrug Markgraf Friedrich I. (Meißen) Lehen in Erllowe an das Kloster Buch, aufgelassen von Otto de Rochelizc und von den Brüdern de Poscizc. 1329 bestimmte Heinrich von Königsfeld, dass u. a. ein regelmäßiges Einkommen von dreißig Schillingen aus Erlawe, das er vom Abt des Klosters Buch gekauft hatte, im Falle seines Todes wieder an das Kloster zurückfallen sollen. 1349 werden im Lehnbuch Friedrichs des Strengen Fridricus et Hermannus de Schonenburg domini in Gluchow mit dem Dorf Erlow genannt. 1378 wird Erlow auch im Registrum Dominorum mit Abgaben ins castrum Rochlitz genannt. Aus einem in Teilen erhaltenen Briefwechsel zwischen Kf. Johann von Sachsen, Hz. Georg von Sachsen und Abt Antonius von Buch zwischen 1507 und 1508 ergibt sich, dass dem Kloster Buch zu diesem Zeitpunkt das ganze Dorf Erlau gehörte. Im Amtserbbuch Kloster Buch von 1548 steht schließlich: 43 besessene Mann, von denen sind 5 dem Kloster Buch lehen- und zinsbar. Die anderen sind dem Amt Rochlitz, denen von Carlowitz und anderen zuständig; es ist so vermengt, dass dieses Dorf 12 Erbherren hat.
Der Ortsteil Beerwalde wurde bereits im Jahr 1182 erstmals urkundlich erwähnt. In der Urkunde heißt es: de silva quam Bero in possesione sua habuit – ein im Besitz des Bero befindlicher Wald. Mit ziemlicher Sicherheit handelt es sich um eine Dorfgründung durch Bero, dem Schenken Graf Dedos von Wettin-Rochlitz.

### Eingemeindungen
| Ehemalige Gemeinde          | Datum          | Anmerkung                                                                 |
| --------------------------- | -------------- | ------------------------------------------------------------------------- |
| Beerwalde                   | 1. März 1994   |                                                                           |
| Crossen                     | 1. März 1994   |                                                                           |
| Gepülzig (mit Neugepülzig)  | vor 1875       | Eingemeindung nach Naundorf                                               |
| Großmilkau                  | 1. Januar 1952 | Zusammenschluss mit Schönfeld und Kleinmilkau zu Milkau                   |
| Kleinmilkau (mit Neumilkau) | 1. Januar 1952 | Zusammenschluss mit Schönfeld und Großmilkau zu Milkau                    |
| Milkau                      | 1. Januar 1999 |                                                                           |
| Naundorf                    | 1. März 1963   | Eingemeindung nach Milkau                                                 |
| Niedercrossen               | 15. Juni 1840  | Zusammenschluss mit Obercrossen zu Crossen                                |
| Obercrossen                 | 15. Juni 1840  | Zusammenschluss mit Niedercrossen zu Crossen                              |
| Sachsendorf                 | 1. Januar 1994 | Eingemeindung nach Milkau, zum Ort gehört der bewohnte Teil von Obstmühle |
| Schönfeld                   | 1. Januar 1952 | Zusammenschluss mit Groß- und Kleinmilkau zu Milkau                       |
| Schweikershain              | 1. März 1994   |                                                                           |
| Theesdorf                   | 1. Mai 1936    | Eingemeindung nach Sachsendorf                                            |

### Entwicklung der Einwohnerzahl
Stichtag 31. Dezember:
| Jahr | Einwohner |
| ---- | --------- |
| 1998 | 3.751     |
| 1999 | 3.711     |
| 2000 | 3.694     |
| 2001 | 3.695     |
| 2002 | 3.675     |
| 2003 | 3.657     |
| 2004 | 3.638     |
| 2005 | 3.626     |
| 2006 | 3.580     |
| 2007 | 3.540     |
| 2008 | 3.505     |
| 2009 | 3.456     |
| 2010 | 3.448     |
| 2011 | 3.327     |
| 2012 | 3.311     |
| 2013 | 3.275     |

## Gedenkstätten
Auf dem Friedhof des Ortsteils Schweikershain erinnern Grabstätten und eine Gedenktafel an drei namentlich genannte polnische Frauen, die im Zweiten Weltkrieg nach Deutschland verschleppt und Opfer von Zwangsarbeit wurden.

## Politik

### Gemeinderat
Seit den Gemeinderatswahl in Sachsen am 9. Juni 2024 verteilen sich die 16 Sitze des Gemeinderates folgendermaßen auf die einzelnen Gruppierungen:
- Bürgerbündnis der Gemeinde: 6 Sitze
- CDU: 3 Sitze
- AfD: 2 Sitze
- Freunde der Volkssolidarität: 2 Sitze
- Wählervereinigung Crossen: 2 Sitze
- Wählervereinigung Beerwalde: 1 Sitz

| Gemeinderat ab 2024Insgesamt 16 Sitze - BbG: 6 - VSE: 2 - WVC: 2 - WVB: 1 - CDU: 3 - AfD: 2 | Liste                        | 2024   | 2024   | 2019   | 2019   | 2014   | 2014   |
| Gemeinderat ab 2024Insgesamt 16 Sitze - BbG: 6 - VSE: 2 - WVC: 2 - WVB: 1 - CDU: 3 - AfD: 2 | Liste                        | Sitze  | in %   | Sitze  | in %   | Sitze  | in %   |
| Gemeinderat ab 2024Insgesamt 16 Sitze - BbG: 6 - VSE: 2 - WVC: 2 - WVB: 1 - CDU: 3 - AfD: 2 | Bürgerbündnis der Gemeinde   | 6      | 35,1   | 4      | 21,4   | –      | –      |
| Gemeinderat ab 2024Insgesamt 16 Sitze - BbG: 6 - VSE: 2 - WVC: 2 - WVB: 1 - CDU: 3 - AfD: 2 | CDU                          | 3      | 16,2   | 4      | 23,9   | 9      | 48,4   |
| Gemeinderat ab 2024Insgesamt 16 Sitze - BbG: 6 - VSE: 2 - WVC: 2 - WVB: 1 - CDU: 3 - AfD: 2 | AfD                          | 2      | 15,8   | 1      | 8,8    | –      | –      |
| Gemeinderat ab 2024Insgesamt 16 Sitze - BbG: 6 - VSE: 2 - WVC: 2 - WVB: 1 - CDU: 3 - AfD: 2 | Freunde der Volkssolidarität | 2      | 11,8   | 2      | 11,0   | –      | –      |
| Gemeinderat ab 2024Insgesamt 16 Sitze - BbG: 6 - VSE: 2 - WVC: 2 - WVB: 1 - CDU: 3 - AfD: 2 | Wählervereinigung Crossen    | 2      | 11,4   | 2      | 12,3   | 1      | 7,6    |
| Gemeinderat ab 2024Insgesamt 16 Sitze - BbG: 6 - VSE: 2 - WVC: 2 - WVB: 1 - CDU: 3 - AfD: 2 | Wählervereinigung Beerwalde  | 1      | 8,2    | –      | –      | –      | –      |
| Gemeinderat ab 2024Insgesamt 16 Sitze - BbG: 6 - VSE: 2 - WVC: 2 - WVB: 1 - CDU: 3 - AfD: 2 | Grüne                        | –      | 1,4    | –      | 2,7    | –      | –      |
| Gemeinderat ab 2024Insgesamt 16 Sitze - BbG: 6 - VSE: 2 - WVC: 2 - WVB: 1 - CDU: 3 - AfD: 2 | Heimatverein Milkau          | –      | –      | 2      | 12,4   | 1      | 7,4    |
| Gemeinderat ab 2024Insgesamt 16 Sitze - BbG: 6 - VSE: 2 - WVC: 2 - WVB: 1 - CDU: 3 - AfD: 2 | BwA                          | –      | –      | 1      | 7,4    | –      | –      |
| Gemeinderat ab 2024Insgesamt 16 Sitze - BbG: 6 - VSE: 2 - WVC: 2 - WVB: 1 - CDU: 3 - AfD: 2 | MFV                          | –      | –      | –      | –      | 1      | 9,9    |
| Gemeinderat ab 2024Insgesamt 16 Sitze - BbG: 6 - VSE: 2 - WVC: 2 - WVB: 1 - CDU: 3 - AfD: 2 | BFW                          | –      | –      | –      | –      | 1      | 8,5    |
| Gemeinderat ab 2024Insgesamt 16 Sitze - BbG: 6 - VSE: 2 - WVC: 2 - WVB: 1 - CDU: 3 - AfD: 2 | Wahlbeteiligung              | 76,2 % | 76,2 % | 70,4 % | 70,4 % | 58,0 % | 58,0 % |

### Bürgermeister
Bürgermeister ist seit 2016 Peter Ahnert.
| Wahl | Bürgermeister   | Vorschlag | Wahlergebnis (in %) |
| ---- | --------------- | --------- | ------------------- |
| 2023 | Peter Ahnert    | Ahnert    | 80,8                |
| 2016 | Peter Ahnert    | Ahnert    | 43,7                |
| 2009 | Wolfgang Ahnert | CDU       | 59,8                |
| 2006 | Jürgen Kunath   | CDU       | 70,8                |

### Wappen
Erlau führt kein Wappen. Das Dienstsiegel zeigt an dessen statt das Wappen des Freistaates Sachsen mit der Umschrift „Gemeinde Erlau“ (oben) und „Bürgermeister“ (unten).

## Kultur und Sehenswürdigkeiten
- In der Dorfkirche Schweikershain befindet sich eine von Gottfried Silbermann geschaffene Orgel. Deren Entstehung liegt vermutlich kurz nach 1751, angeblich zunächst als Interimsorgel in der Katholischen Hofkirche in Dresden. 1759 wurde sie als Geschenk des damaligen Patrons Richard oder Georg Reinhard von Wallwitz auf der Chorempore in Schweikershain aufgestellt.[18]
- Wasserburg Beerwalde (Wallburg, Waal, Wall, Schanze) in Beerwalde (unmittelbar östlich der Kirche). Erstmalige Erwähnung 1283 (Hermannus de Berenwalde). Sitz der Herren von Beerwalde, bevor sie im 14. Jahrhundert die Burg Kriebstein gründeten.
- Rittergut in Schweikershain. Erste Erwähnung ist 1346 datiert. Von 1449 bis 1451 war es im Besitz des Kunz von Kauffungen und nach dessen Enteignung Anlass des Sächsischen Prinzenraubes. 1718–1945 blieb es im Besitz der Familie von Nostitz-Wallwitz. Seit 1959 wird es als Alten- und Pflegeheim genutzt.[19]
- Rittergut Klein-Milkau, ursprünglich Stammsitz derer von Milkau.
- Kursächsische Postmeilensäule in Erlau vom Postkurs Rochlitz–Mittweida, die ursprünglich am Gepülziger Wald stand, mit Originalreststück und Nachbildung am Feuerwehrhaus
- Königlich-sächsischer Ganzmeilenstein am Sportkomplex in Schweikershain vom Postkurs 132 Geringswalde – Mittweida, der ursprünglich auf halbem Weg zum Bahnhof und zuletzt Richtung Holzhausen stand.
- Kirche Crossen (Erlau)
- Kirche Beerwalde (Erlau)

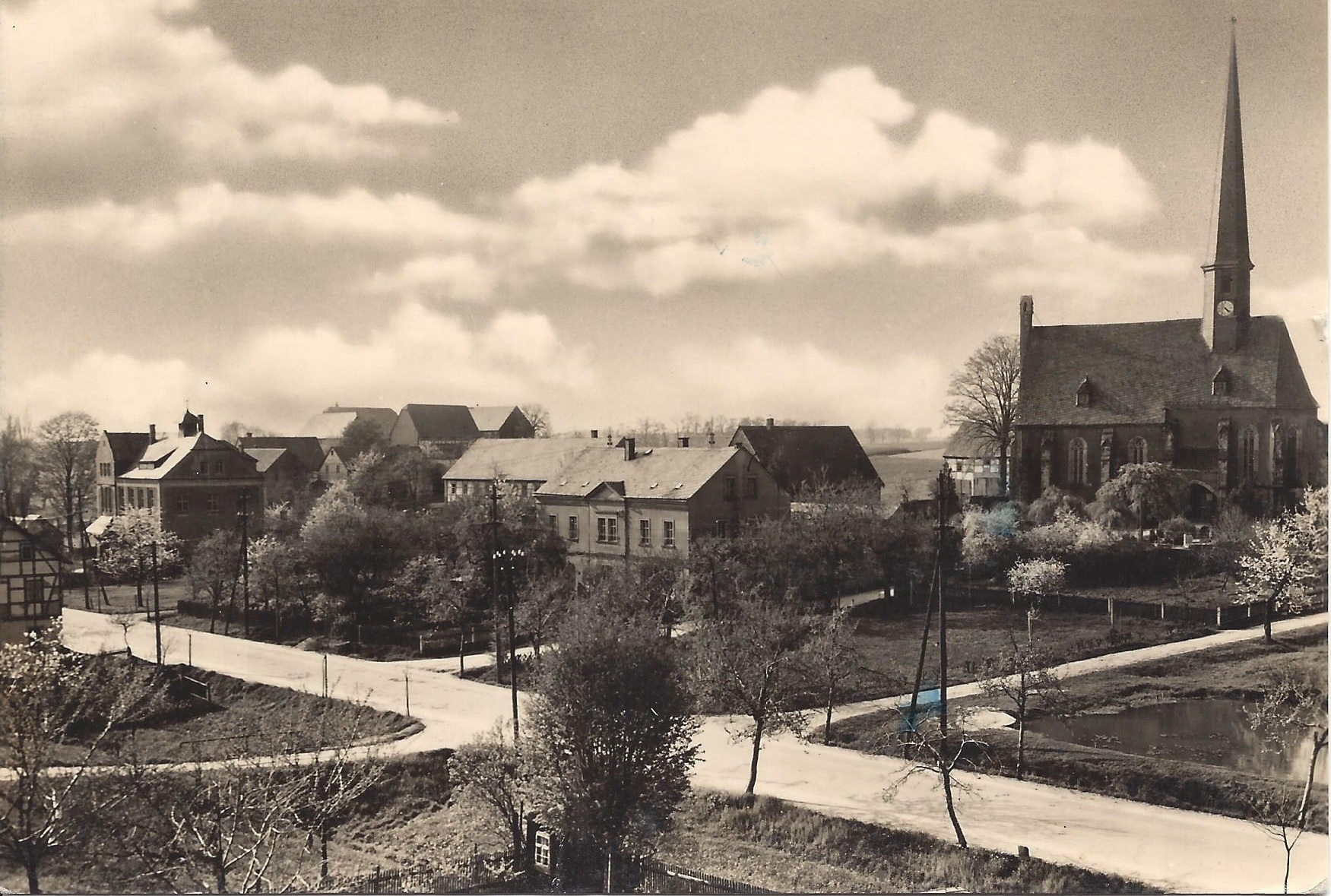
Zentralschule, Alte Schule, Kirche
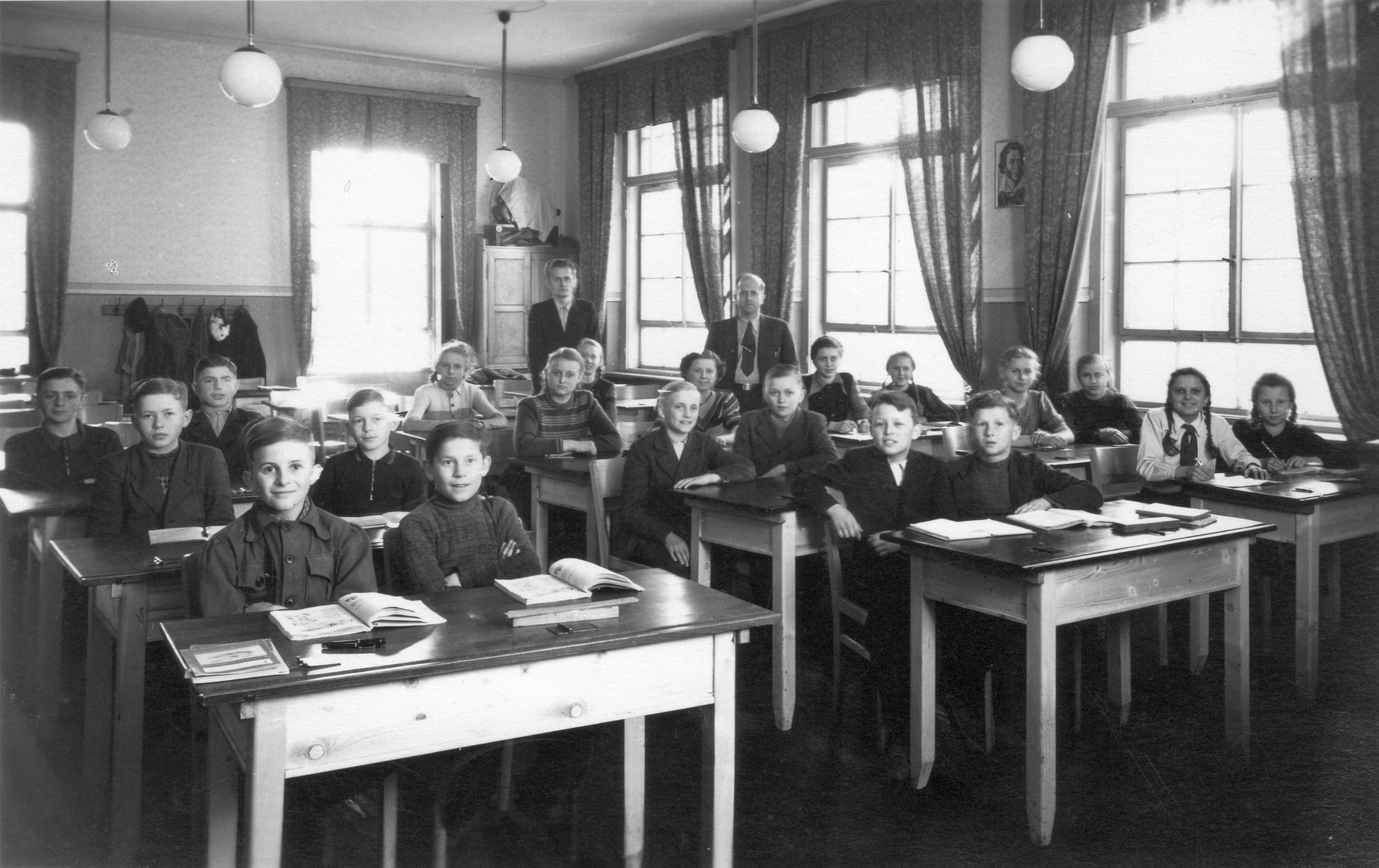
Erlauer Grundschule (1951)
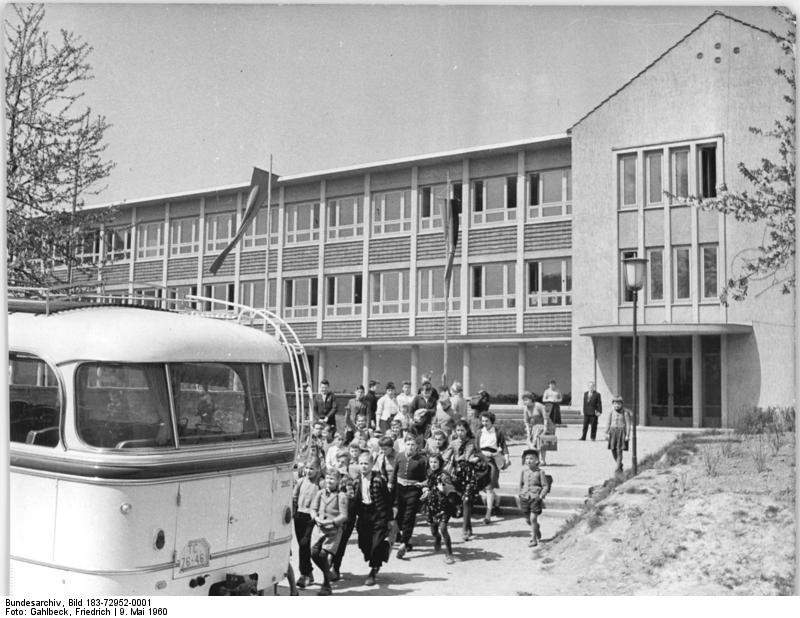
Die 1960 in Milkau gebaute Schule für sechs umliegende Dörfer
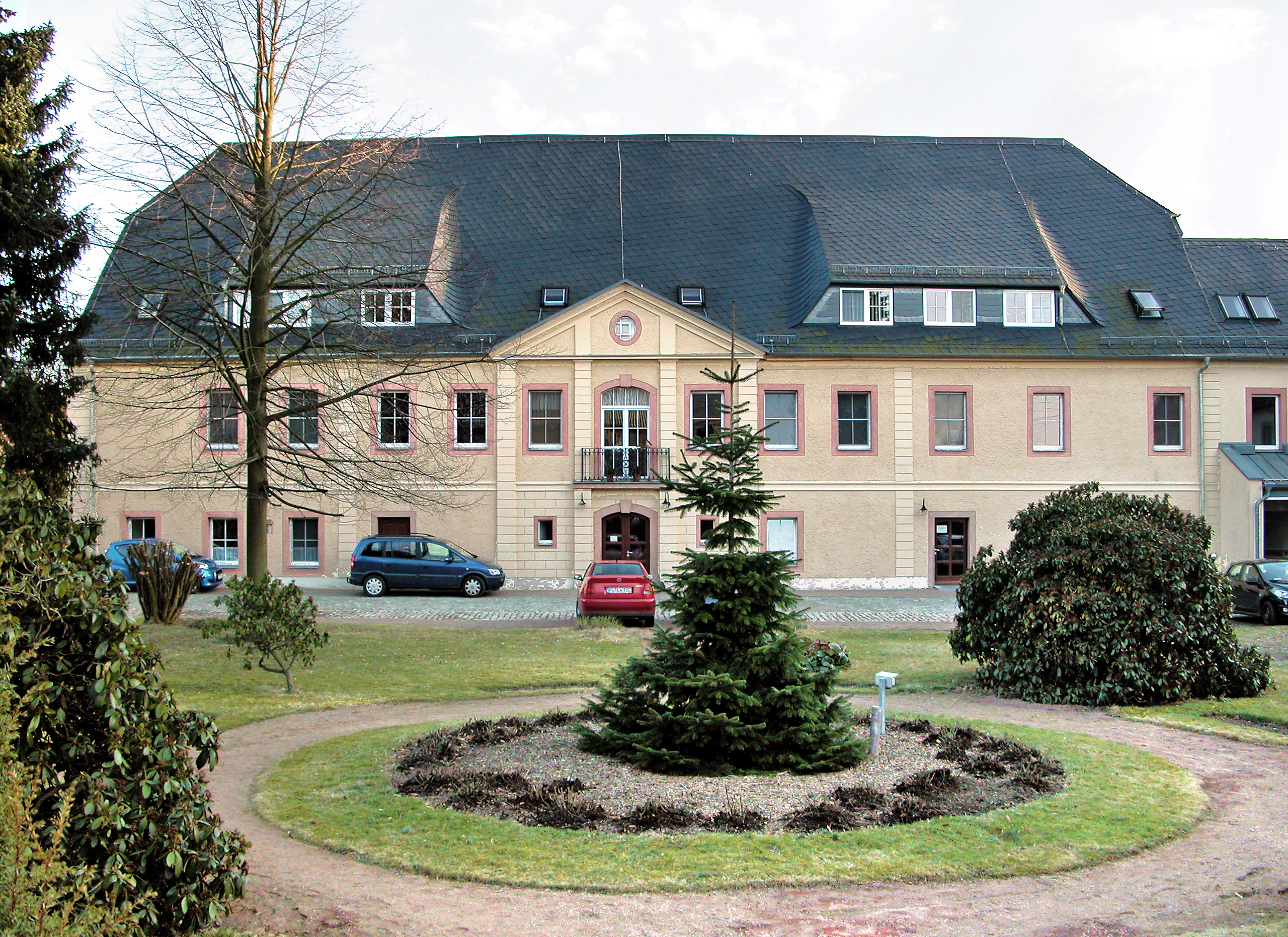
Ehemaliges Herrenhaus Schweikershain
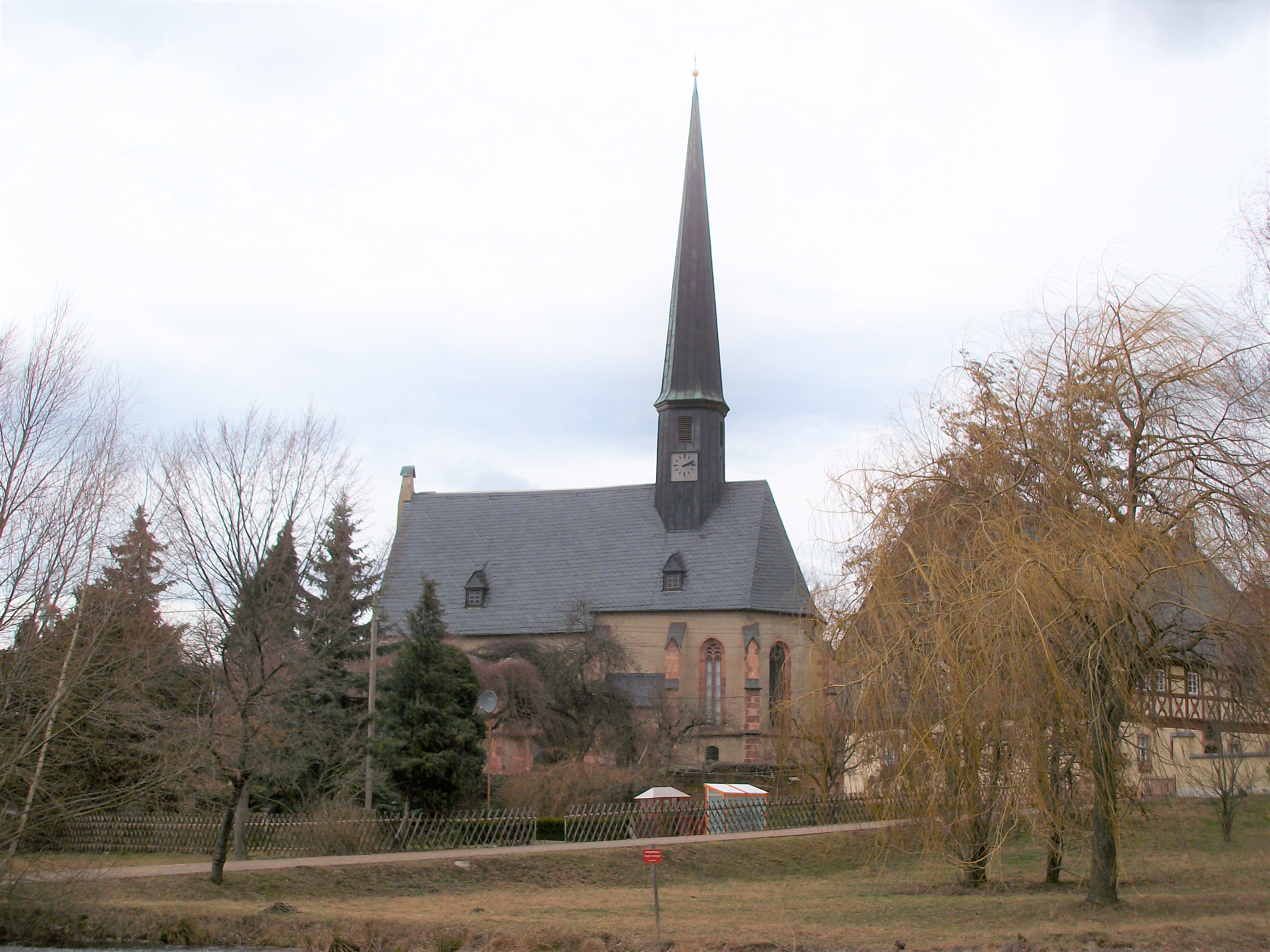
St. Laurentiuskirche Erlau
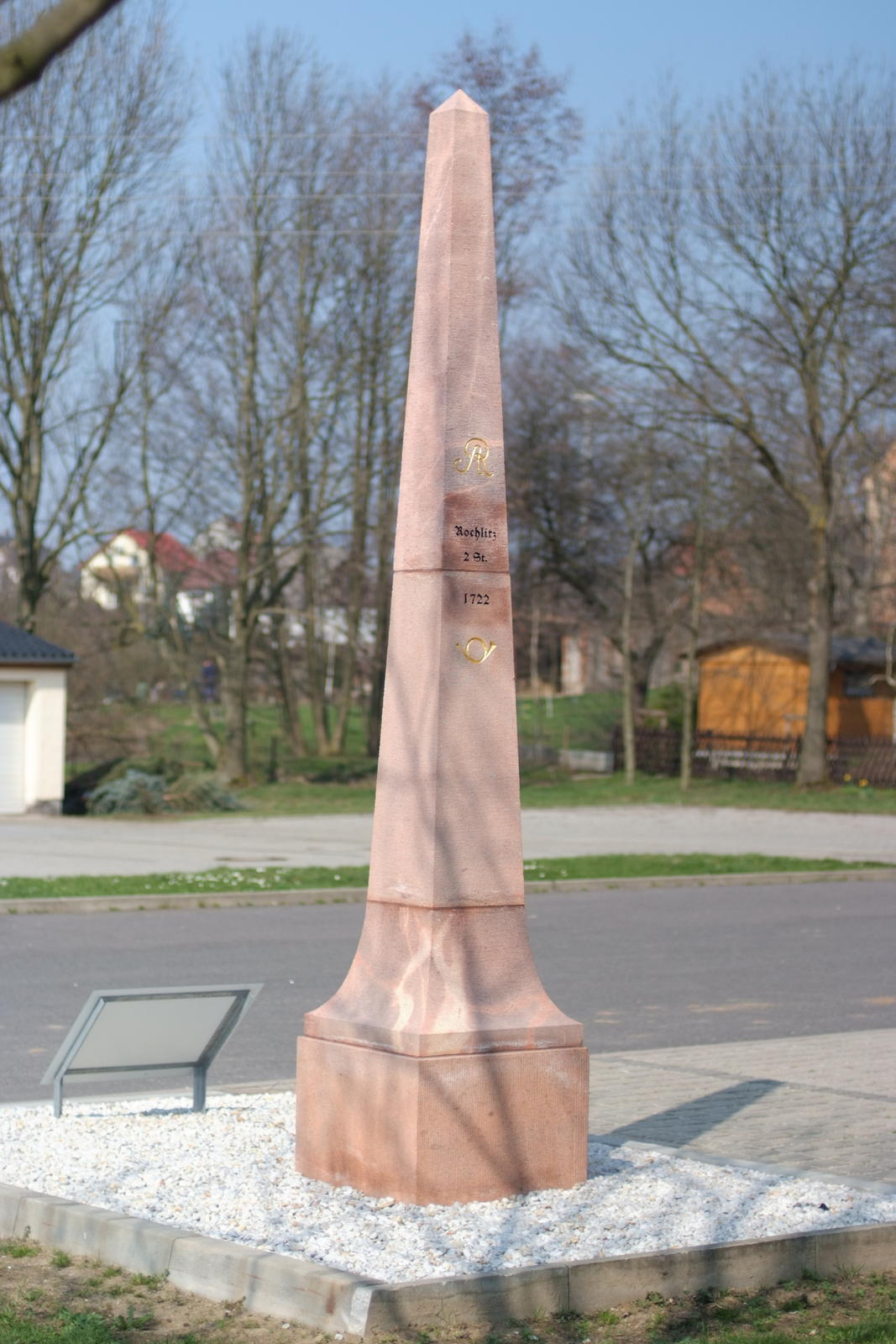
Kursächsische Postmeilensäule
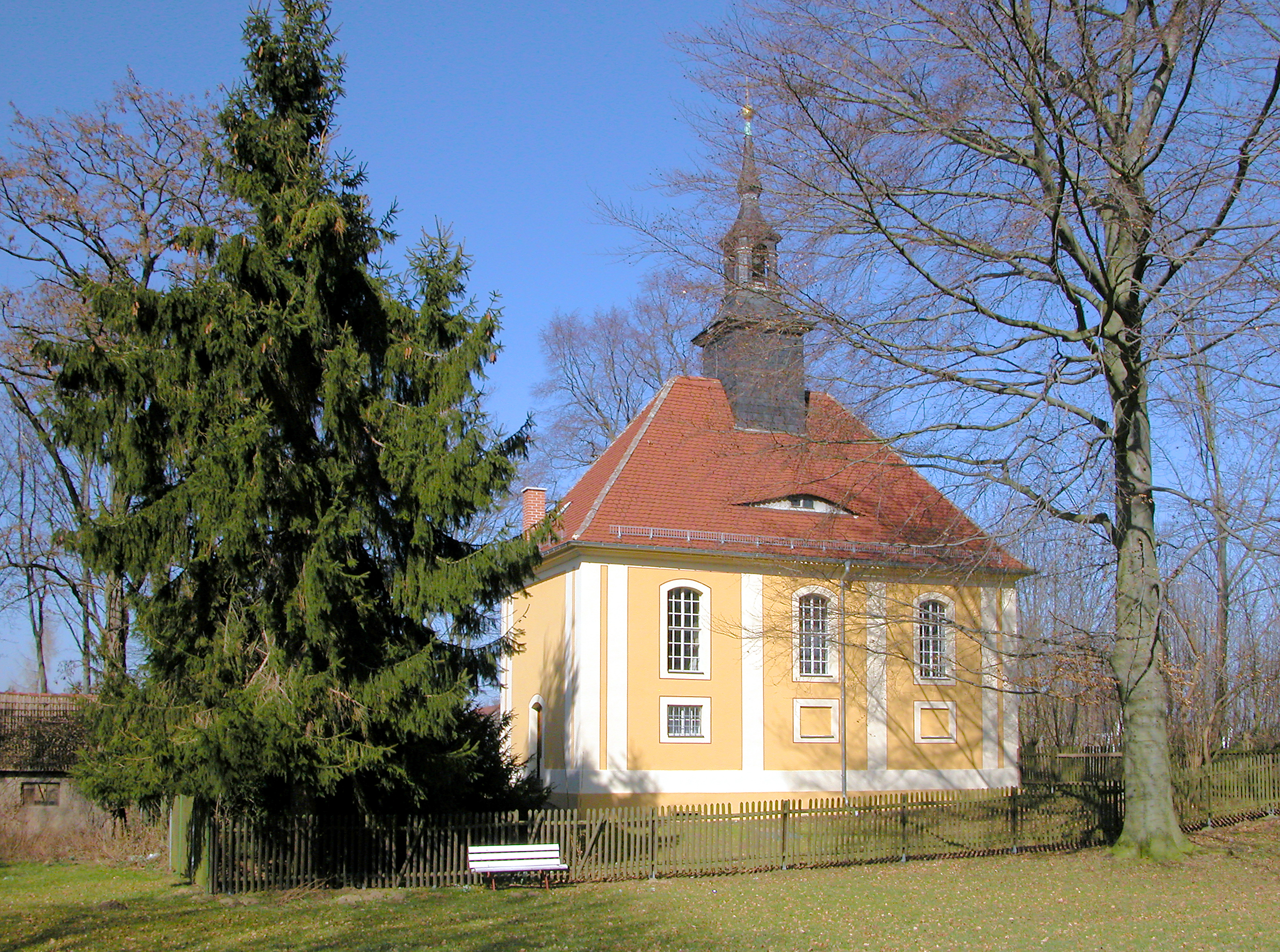
St. Leonhardtskapelle Gepülzig
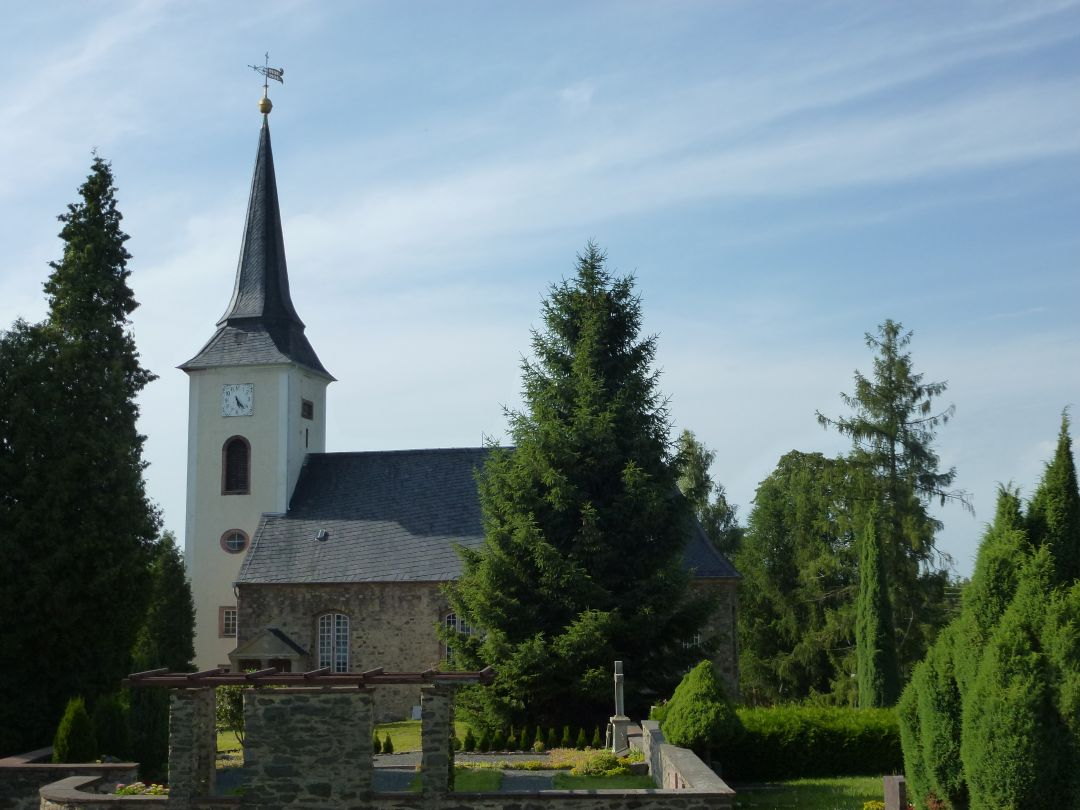
Kirche in Beerwalde

## Wirtschaft und Infrastruktur
Erlau ist eine eher ländlich geprägte Gemeinde mit vielen Gewerbetreibenden unterschiedlichster Tätigkeitsfelder. Der größte Arbeitgeber ist die Agraset Naundorf e.G. Neben landwirtschaftlichen Betrieben und Teichwirtschaften sind aber auch eine Reihe erfolgreicher, überregional agierender mittelständischer Unternehmen und viele Handwerker in Erlau ansässig.
Traditionell spielten Stuhl- und Möbelfabriken eine wichtige Rolle in der Region. In Erlau befand sich auch ein Werk des VEB Großdrehmaschinenbau „8. Mai“ Karl-Marx-Stadt.
Erlau liegt an der Bahnstrecke Riesa–Chemnitz. Im Gemeindegebiet liegen die Haltepunkte Erlau (Sachs) und Schweikershain. Dort halten stündlich, am Wochenende alle zwei Stunden, Regionalbahnen der Linie Elsterwerda–Riesa–Chemnitz. Die nördlichen Ortsteile waren früher durch die Bahnstrecke Waldheim–Rochlitz mit einem Haltepunkt (zeitweilig Haltestelle) in Obstmühle (Sachsen) erschlossen; diese Strecke ist aber seit 1998 stillgelegt. Ferner bestehen montags bis freitags Busverbindungen nach Geringswalde, Mittweida und Rochlitz, jedoch haben die nördlichen Ortsteile Sachsendorf und Theesdorf keinen ÖPNV-Anschluss. Im gesamten Nahverkehr gilt der Tarif des Verkehrsverbunds Mittelsachsen (VMS).
Das ehemalige, zuvor leerstehende, Empfangsgebäude des Bahnhofs wurde bis Juli 2017 mit Fördermitteln zum Generationenbahnhof umgebaut. Es bietet Raum für einen Bürgertreffpunkt, eine Arztpraxis sowie eine Tagespflegeeinrichtung.
Durch das Gemeindegebiet führen die Staatsstraßen S 200 von Ebersdorf (bei Chemnitz) nach Altgeringswalde und S 250 von Erlau nach Rochlitz. Die Ortsteile sind durch Kreisstraßen miteinander verbunden.
In Erlau befindet sich seit 2012 eine Windkraftanlage Enercon E-101 mit 135 m Nabenhöhe. Sie ist die höchste Windkraftanlage in Sachsen.
Haltepunkte der Bahn (2016)

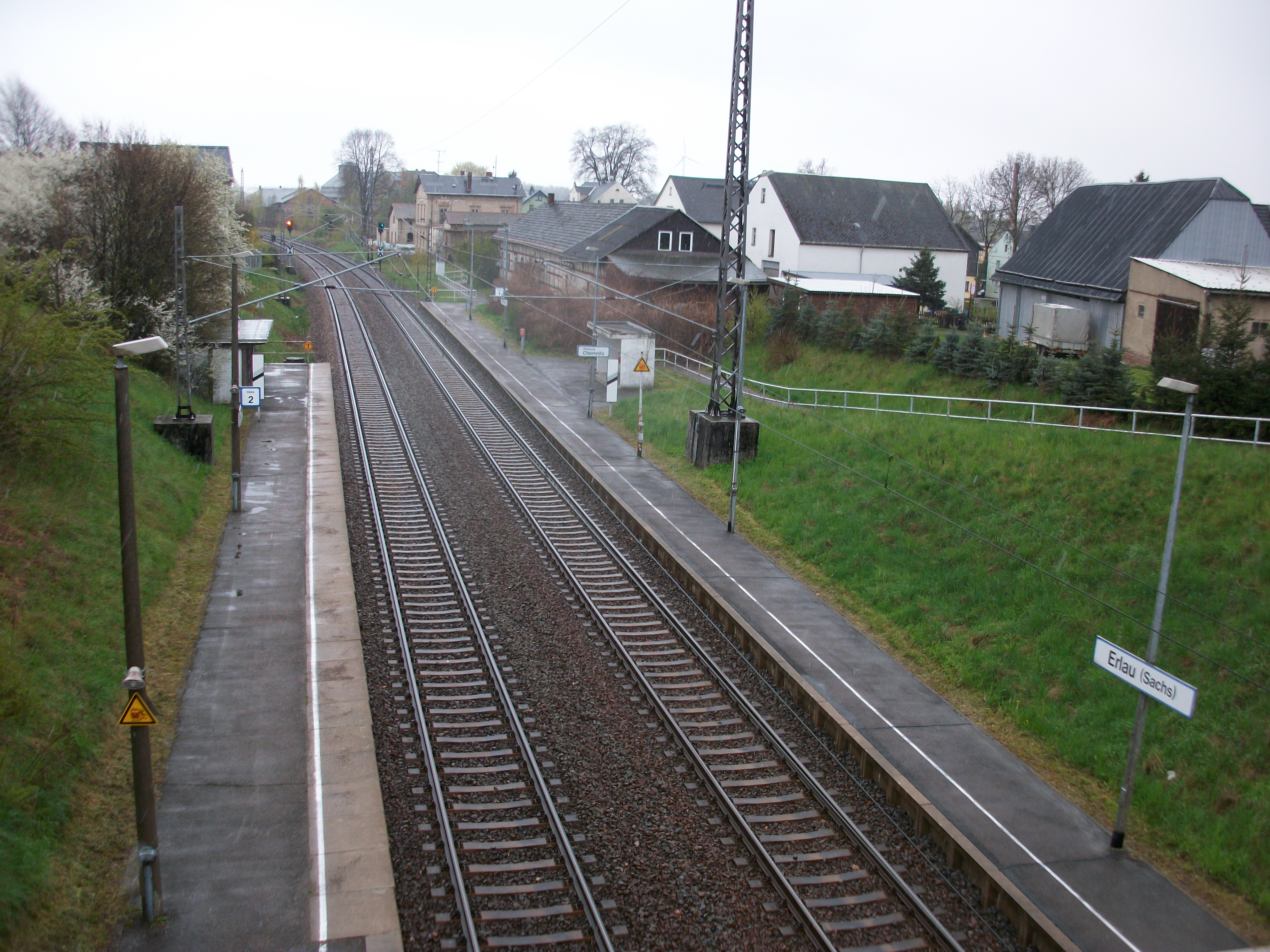
Erlau
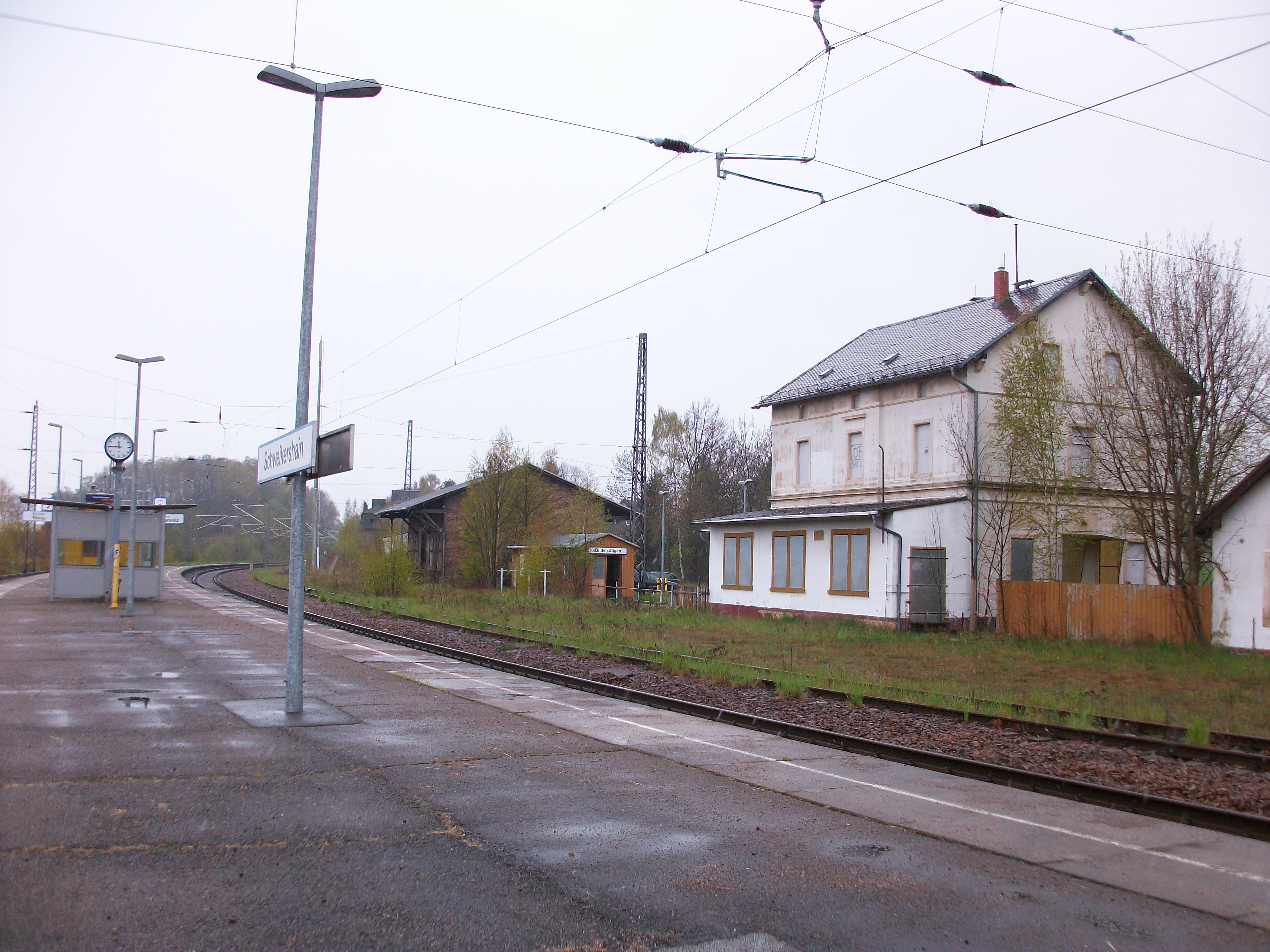
Schweikershain
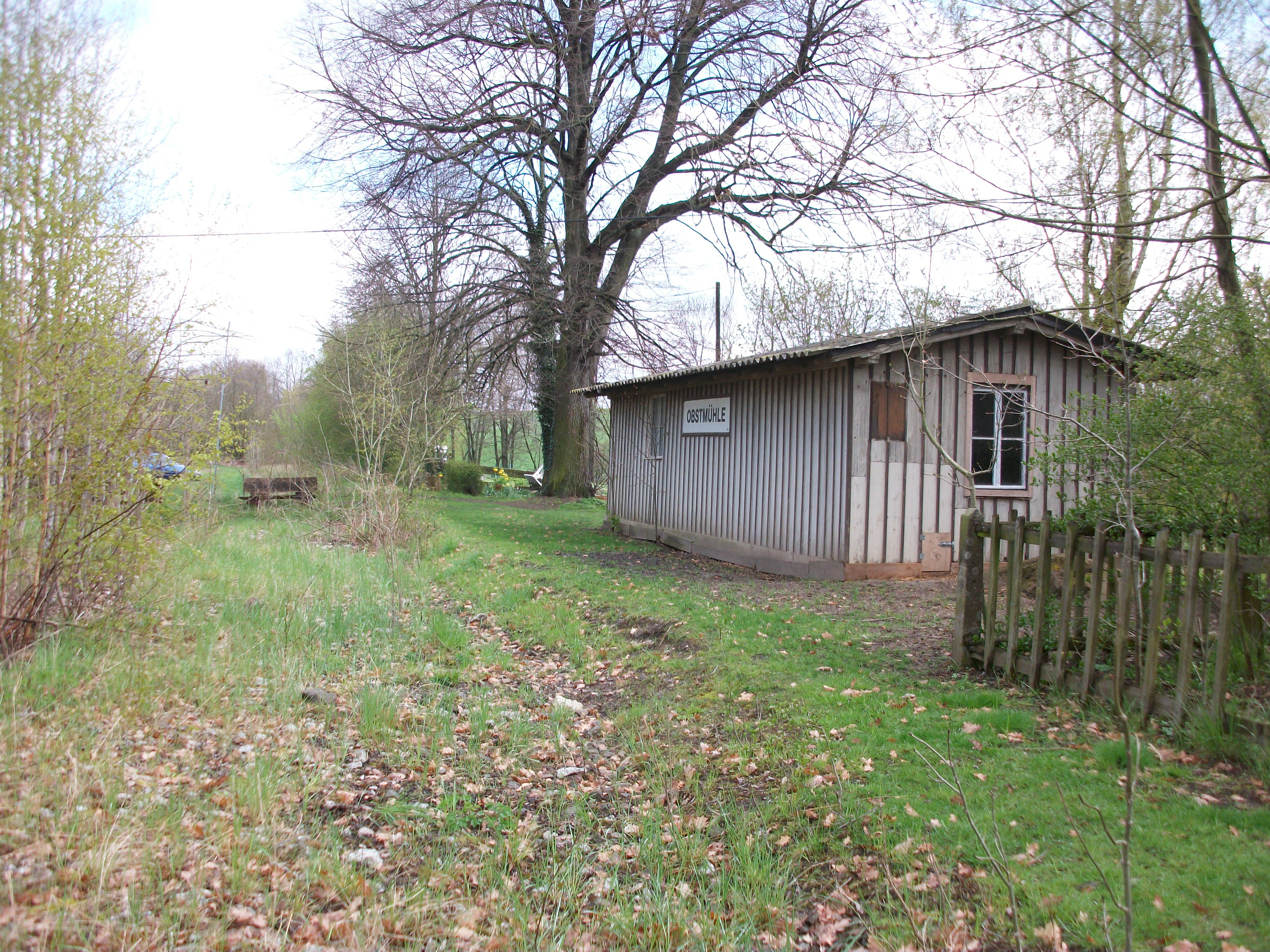
Obstmühle

## Persönlichkeiten
- Helena Dorothea von Schönberg geb. von Wallwitz (1729–1799), Rittergutsherrin. Unter ihrer Regie und Förderung entstanden die ersten planmäßig angelegten Strumpfwirkersiedlungen Sachsens.
- August Cornelius Stockmann (1751–1821), Jurist und Dichter, geboren in Schweikershain
- Curt Knebel (1871–1954), Gärtner, einer der bekanntesten Züchter von Blattkakteen (früher bezeichnet als Phyllokakteen). Sein Buch „Phyllokakteen“ gilt noch heute vielen Blattkakteen-Freunden als Standardwerk.
- Franz Hüttel (1862–1919), Fahrzeugkonstrukteur, Entwicklung der Cyklonette- und Phänomobil-Dreiradfahrzeuge
- Günther Wildenhain (1937–2021), Rektor der Universität Rostock von 1998 bis 2002
- Joachim Raubold (1938–2003), Politiker (SPD)
- Rüdiger Döhler (1948–2022), lebte als Sohn des Erlauer Lehrers Joachim Döhler bis 1952 in der alten Schule
- Albrecht Bemmann (* 1949), deutscher Forstwissenschaftler